# Canton de Saint-Pierre-4
Pour les articles homonymes, voir Canton de Saint-Pierre (homonymie).
Le canton de Saint-Pierre-4 est un ancien canton de l'île de La Réunion, département d'outre-mer français de l'océan Indien. Il se limitait à une fraction de la commune de Saint-Pierre.

## Histoire
| Période | Période | Identité           | Étiquette | Qualité                                                                 |
| ------- | ------- | ------------------ | --------- | ----------------------------------------------------------------------- |
| 1988    | 2001    | Jean-Michel Folio  | PCR       | Adjoint au maire de Saint-Pierre                                        |
| 2001    | 2008    | Graziella Leveneur | PCR       | Conseillère régionale Suppléante du député Christophe Payet (2002-2007) |
| 2008    | 2015    | Hermann Rifosta    | UMP       | Ancien adjoint au maire de Saint-Pierre                                 |